# Hash brown
Hash brown, Hashbrown eller hashed brown er en simpel kartoffeltilberedning. En hash brown består af revet kartoffel (nogle gange forkogt) som er stegt på panden. Nogle steder laves den med kartoflerne skåret i tern eller most.
Se også Rösti, en stort set identisk Schweizisk ret.